# Tratado Polo-Bustamante
El Tratado Polo-Bustamante o Tratado Polo-Sánchez Bustamante fue un Tratado de Rectificación de Fronteras firmado entre Bolivia y Perú. Fue suscrito en La Paz, el 17 de septiembre de 1909, por el ministro plenipotenciario del Perú, Solón Polo, y el ministro de Relaciones Exteriores de Bolivia, Daniel Sánchez Bustamante. Gobernaba entonces en el Perú el presidente Augusto B. Leguía (primer gobierno), y en Bolivia el presidente Ismael Montes Gamboa, aunque muchos toman en cuenta a Eliodoro Villazón Montaño como su principal autor.

## Antecedentes
Los incidentes sucedidos a principios del siglo XX entre caucheros peruanos y brasileños alcanzaron también a los bolivianos, porque Bolivia se sentía con derecho a la cuenca del río Purús. Varios intentos para solucionar el problema limítrofe entre Perú y Bolivia habían fracasado, hasta que, gobernando en el Perú el presidente Eduardo López de Romaña fue acreditado como ministro plenipotenciario en Bolivia el ilustre diplomático peruano Felipe de Osma, quien, el 23 de septiembre de 1902, firmó con el canciller boliviano Eliodoro Villazón un tratado de demarcación directa de la frontera peruano-boliviana, entre el río Suches y la frontera con Chile. Por un tratado adicional suscrito el 30 de diciembre de 1902, quedó sometido al arbitraje del Presidente de la República Argentina la zona materia de mayor conflicto, situada al norte del río Suches hasta la frontera con Brasil.
Del alegato peruano se encargó el eminente internacionalista  Victor M. Maúrtua, quien realizó una investigación documental, en colaboración con los especialistas Luis Ulloa, Víctor Andrés Belaunde y Carlos A. Romero. El alegato fue publicado en Madrid en 1906-1907: la exposición consta de dos volúmenes; la prueba documental, doce volúmenes; la contestación a la demanda de Bolivia, un volumen; la contestación al alegato de Bolivia, un volumen; y la prueba de la contestación de alegato, siete volúmenes.
Por fin, el 9 de julio de 1909, durante el primer gobierno de Augusto B. Leguía en el Perú, el presidente de Argentina José Figueroa Alcorta expidió su laudo arbitral, que decidía la ubicación de la línea fronteriza entre ambos países. Este laudo no dio toda la razón al Perú, ni tampoco a Bolivia, sino que era de equidad,  más que de estricto derecho. El Perú aceptó el laudo, pero no ocurrió lo mismo con Bolivia, que se rebeló contra el mismo, produciéndose en su territorio manifestaciones en contra del Perú y la Argentina. El día 11 de julio las turbas bolivianas atacaron la legación peruana en La Paz y se produjeron saqueos de propiedades de varios ciudadanos peruanos. 
Las objeciones de Bolivia al laudo fueron las siguientes:
- Acusó de extralimitación al árbitro, lo que no era exacto, pues el convenio lo facultaba para fallar con equidad.
- Reclamó el derecho de pedir una revisión, pese a que ambas partes se habían comprometido a considerar el laudo como definitivo e inapelable.
- Tachó al árbitro por haberse negado a una inspección ocular, pero ocurría que esa diligencia no la pidió en el momento oportuno, sino cuando ya el laudo estaba formulado.

Ambos países movilizaron sus ejércitos a la frontera común, surgiendo la amenaza de guerra. El rechazo al fallo por parte de la cancillería boliviana originó también que La Paz y Buenos Aires rompieran sus relaciones diplomáticas.

## El tratado de rectificación de fronteras

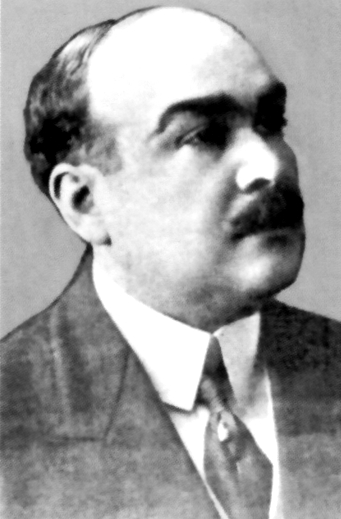
El diplomático peruano Solón Polo, que suscribió con el canciller boliviano Daniel Sánchez-Bustamante el Tratado de Rectificación de Fronteras entre Perú y Bolivia en 1909.

Después de numerosas tratativas para alcanzar un acuerdo de límites entre Perú y Bolivia, ambos países apelaron a un arbitraje por parte de Argentina en 1902. 
El 9 de julio de 1909, el presidente argentino, José Figueroa Alcorta, emitió su laudo arbitral:

Por tanto, de acuerdo con lo aconsejado por la comisión asesora vengo a declarar que la línea de fronteras en litigio entre las Repúblicas de Bolivia y del Perú, queda determinada en la forma siguiente: partiendo del lugar en que la actual línea de frontera coincide con el río Suches, la línea de demarcación entre ambas Repúblicas cruzará el lago del mismo nombre, hasta el cerro de Palomani Grande, de donde seguirá hasta las lagunas de Yaguayagua y por el río de este nombre llegara al río San Juan del Oro o Tambopata, continuará por las corrientes de este río Tambopata, aguas abajo hasta encontrar la desembocadura del río Lanza ó Mosos Huaico, desde la confluencia del río Tambopata con el río Lanza la línea de demarcación irá a encontrar la cabecera occidental del río Abuyama o Heath y seguirá por éste aguas abajo hasta su desembocadura en el río Amarumayo o río Madre de Dios; por el thalweg del río Madre de Dios bajará la frontera hasta la boca del Toromonas, su afluente de la margen derecha; desde esta confluencia del Toromonas con el Madre de Dios se trazará una línea recta que vaya a encontrar el punto de intersección del río Tahamanu con la longitud de sesenta y nueve grados oeste de Greenwich, y siguiendo ese meridiano, la línea divisoria se prolongará hacia el norte hasta encontrar el deslinde de la soberanía territorial de otra nación que no sea parte en el tratado de arbitraje de 30 de diciembre de 1902; los territorios situados al oriente y al sur de la línea de demarcación que queda señalada, corresponden a la República de Bolivia y los territorios situados al occidente y al norte de la misma línea corresponden a la República del Perú.

Póngase este laudo en conocimiento de los enviados extraordinarios y ministros plenipotenciarios de las altas partes contratantes, a los que se remitirá un ejemplar de conformidad con el artículo noveno del tratado de arbitraje, dado por triplicado, sellado con el gran sello de las armas de la república y refrendado por el ministro y secretario de relaciones exteriores y culto en el Palacio de gobierno nacional, en la ciudad de Buenos Aires, capital de la República Argentina, a los nueve días del mes de julio del año de mil novecientos nueve.

La publicación de la sentencia arbitral dio lugar en Bolivia, a manifestaciones en contra de la República Argentina y del Perú. Al mismo tiempo, la cancillería boliviana estaba dispuesta a no aceptar el fallo, presentó observaciones al árbitro, alegando que este no había resuelto la cuestión conforme a los principios de derecho convenidos, sino conforme a la equidad. Entonces, Argentina rompió sus relaciones diplomáticas. Asimismo, el Perú y Bolivia estuvieron a punto de entrar en guerra.
Afortunadamente, no estalló el conflicto armado, pues ambos países, el Perú y Bolivia, amistosamente entraron en conversaciones para modificar el laudo del árbitro. Factor importante para ello fue la ascensión en agosto de 1909 de un nuevo presidente en Bolivia, Eliodoro Villazón, el mismo que como canciller firmara en 1902 el pacto arbitral. 
Finalmente, se firmó el Tratado de Rectificación de Fronteras, suscrito en La Paz, el 17 de septiembre de 1909, entre el ministro plenipotenciario del Perú, doctor Solón Polo, y el ministro de Relaciones Exteriores de Bolivia, Daniel Sánchez Bustamante. Hecha las modificaciones pertinentes, el laudo quedó expedito para su ejecución. En todo caso, sí que hubo una pequeña escala de tensión en 1910, posterior a la firma del tratado, por una escaramuza fronteriza conocida como la Campaña del Manuripi. 
Por medio de este tratado, Bolivia reconocía la soberanía peruana sobre unos 250 000 km² ubicados en la cuenca del río Madre de Dios y el río Purús en la Amazonia, a cambio, el Perú reconoció la soberanía boliviana sobre la zona de la región del Acre situada al sur del río homónimo, que comprende 91 726 km².
La línea de frontera entre Bolivia y el Perú, que hasta entonces faltaba delimitar al norte del río Suches, quedó fijada así:

Partiendo del río Suches, la línea cruza el lago del mismo nombre y se dirige por los cerros Polomani Tranca, Palomani Kunca, pico de Palomani y cordillera de Yagua Yagua. Desde este punto se dirige por la cordillera de Huajra, de Lurini y de Ichocorpo, siguiendo la línea de división de las aguas entre los ríos Lanza y Tambopata hasta los 14° de latitud Sur, y de allí avanza hasta encontrar en el mismo paralelo el río Lanza y continúa por este río hasta su confluencia con el Tambopata. Luego la frontera va a encontrar la cabecera occidental del río Heath y sigue por este río hasta el Madre de Dios. Desde la confluencia del río Heath con el Madre de Dios, se trazo una línea geodésico que partiendo de la boca de Heath va al occidente de la barraca Illampu, sobre el Manuripe, y dejando esa propiedad del lado de Bolivia la línea fronteriza se dirige a la confluencia del arroyo Yaverija con el río Acre, quedando para Bolivia todos los territorios situados al oriente de dicha línea y pura el Perú los situados al occidente de la mismo.

## Importancia

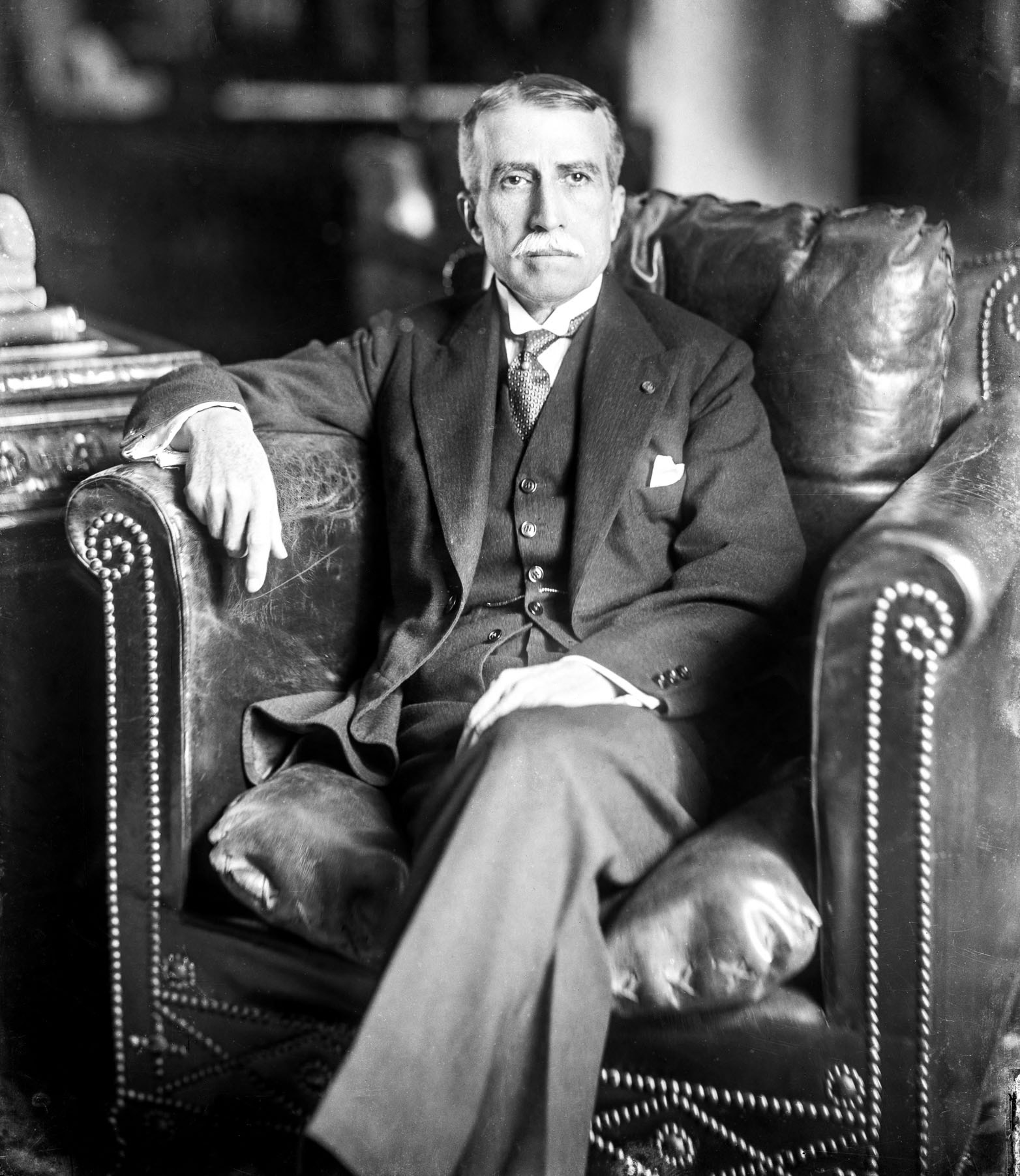
El presidente peruano Augusto B. Leguía (1908-1912 y 1919-1930), afrontó abiertamente la solución de los problemas limítrofes con los cinco países vecinos del Perú, solución irresponsablemente prorrogada o desatendida por sus antecesores.

Este tratado fue de importancia trascendental, pues puso punto final al litigio fronterizo peruano-boliviano, y evitó la alianza entre Bolivia y Chile contra el Perú. Un escenario bélico como ese habría resultado fatal para el Perú; y posiblemente se habría cumplido la siempre recurrida amenaza de que Bolivia recuperara su acceso al mar a costa de territorio peruano. Por eso, este tratado, como el Tratado Velarde-Río Branco con Brasil (firmado días antes del Tratado Polo-Bustamante), se debe contar entre los aciertos del primer gobierno de Leguía (1908-1912). 
En el periodo conocido como el Oncenio (1919-1930), Leguía se enfocó a resolver los litigios todavía subsistentes con Colombia y Chile, pero los resultados fueron más controvertidos. No obstante, el Tratado con Chile de 1929 tuvo la ventaja de poner punto final a la larga y penosa cuestión de Tacna y Arica; de no haberse solucionado entonces, no solo Arica se habría perdido para el Perú sino también Tacna. Y el Tratado con Colombia de 1922, donde Colombia cede al Perú el territorio de Sucumbios y Perú cede a dicha nación el territorio conocido como el Trapecio Amazónico,  y sobre ello existe un unánime reproche por parte de los peruanos, pero este arranque patriótico no deja ver el contexto internacional que el Perú vivía entonces, con la amenaza latente de que el Ecuador y Colombia se aliaran contra el Perú, y con una nación como Chile dispuesta a apoyar a Ecuador con armamentos, como lo había hecho en 1910. Por eso, si algo positivo trajo para el Perú el Tratado con Colombia de 1922 fue romper la tácita alianza entre Ecuador y Colombia (como en efecto ocurrió, pues no bien enterado el Ecuador de la firma del tratado de 1922, rompió sus relaciones con Colombia).